# NGC 5843
NGC 5843 (другие обозначения — ESO 387-4, MCG -6-33-13, IRAS15043-3608, PGC 53996) — спиральная галактика с перемычкой (SBb) в созвездии Волк.
Этот объект входит в число перечисленных в оригинальной редакции «Нового общего каталога».